# Selina Jörg
Selina Jörg, née le 24 janvier 1988 à Sonthofen, est une snowboardeuse allemande. Elle a terminé 2e de l'épreuve de slalom géant parallèle des Jeux de Pyeongchang en 2018. Elle compte trois victoires en coupe du monde et a fini seconde des classements de slalom parallèle, slalom géant parallèle et général parallèle en 2018 et 2019.

## Palmarès

### Jeux olympiques d'hiver
| Épreuve / Édition      | Vancouver 2010 | Sotchi 2014 | Pyeongchang 2018 |
| Slalom géant parallèle | 4e             | 13e         | Argent           |
| Slalom parallèle       | -              | 11e         | -                |

### Championnats du monde
| Épreuve / Édition      | Arosa 2007 | Gangwon 2009 | La Molina 2011 | Stoneham 2013 | Lachtal 2015 | Sierra Nevada 2017 | Park City 2019       | Rogla 2021                |
| Slalom parallèle       | 32e        | 9e           | 19e            | 17e           | 4e           | 14e                | 5e                   | Médaille de bronze, monde |
| Slalom géant parallèle | 31e        | 17e          | 8e             | 15e           | 11e          | 16e                | Médaille d'or, monde | Médaille d'or, monde      |

### Coupe du monde
- Meilleur classement total en parallèle : seconde (en 2018 et 2019)
- Meilleur classement en slalom parallèle : seconde (en 2018 et 2019)
- Meilleur classement en slalom parallèle : seconde (en 2018 et 2019)
- Nombre de victoires : trois
- Nombre de podiums : quatorze

### Différents classements en Coupe du monde
Selina Jörg évolue en coupe du monde depuis 2002
| Saison / Épreuve | Saison / Épreuve | Général | Général | Parallèle (total) | Parallèle (total) | Géant parallèle | Géant parallèle | Slalom parallèle | Slalom parallèle | Park & Pipe | Park & Pipe |
| ---------------- | ---------------- | ------- | ------- | ----------------- | ----------------- | --------------- | --------------- | ---------------- | ---------------- | ----------- | ----------- |
| Saison / Épreuve | Saison / Épreuve | Class.  | Points  | Class.            | Points            | Class.          | Points          | Class.           | Points           | Class.      | Points      |
| 2002             | 2002             |         |         | 32e               | 1310              |                 |                 |                  |                  |             |             |
| 2005             | 2005             |         |         | 80e               | 19                |                 |                 |                  |                  |             |             |
| 2006             | 2006             | 114e    | 336     | 44e               | 336               |                 |                 |                  |                  |             |             |
| 2007             | 2007             | 22e     | 2364    | 14e               | 2364              |                 |                 |                  |                  |             |             |
| 2008             | 2008             | 43e     | 1616    | 19e               | 1616              |                 |                 |                  |                  |             |             |
| 2009             | 2009             | 25e     | 2242    | 11e               | 2242              |                 |                 |                  |                  |             |             |
| 2010             | 2010             | 46e     | 1194    | 21e               | 1194              |                 |                 |                  |                  |             |             |
| 2011             | 2011             |         |         | 20e               | 1635              |                 |                 |                  |                  |             |             |
| 2012             | 2012             |         |         | 14e               | 2448              |                 |                 |                  |                  |             |             |
| 2013             | 2013             |         |         | 16e               | 1460              | 13e             | 940             | 13e              | 760              | 150e        | 0           |
| 2014             | 2014             |         |         | 8e                | 1928              | 9e              | 860             | 7e               | 1068             | 131e        | 0           |
| 2015             | 2015             |         |         | 6e                | 3290              | 7e              | 1260            | 6e               | 2030             | -           | -           |
| 2016             | 2016             |         |         | 12e               | 1550              | 12e             | 590             | 14e              | 960              | -           | -           |
| 2017             | 2017             |         |         | 15e               | 2010              | 11e             | 1590            | 20e              | 420              | -           | -           |
| 2018             | 2018             |         |         | 2e                | 6010              | 2e              | 4320            | 2e               | 1690             | -           | -           |
| 2019             | 2019             |         |         | 2e                | 5619,70           | 2e              | 3419,70         | 2e               | 2200             | -           | -           |

#### Détail des victoires
| Édition / Épreuve | Géant parallèle | Slalom parallèle | Total |
| 2007              | Rogla           |                  | 1     |
| 2018              |                 | Winterberg       | 1     |
| 2019              |                 | Nendaz           | 1     |
| Total             | 1               | 2                | 3     |